# Smicridea caldwelli
Smicridea caldwelli is een schietmot uit de familie Hydropsychidae. De soort komt voor in het Neotropisch en het Nearctisch gebied.